# QUREOプログラミング教室
QUREOプログラミング教室（きゅれおプログラミング教室）とは、株式会社CA Tech Kidsと株式会社スプリックスとの合弁会社で、プログラミング教材の開発・運営・販売事業を行う株式会社キュレオが運営している小学生・子ども向けのプログラミング教室。
2022年2月時点の教室数は、約2,500教室と教室数国内No.1。

## 概要
「現実的にプログラミングを教えられる先生がいない」「まだプログラミング用教材も持っていない」といった悩みを今でも抱えている学校や塾事業者の課題に向けて、地方でも都市部でも、皆が等しく質の高いプログラミング学習ができることを目的に掲げ、塾や習い事を運営する事業者へ教材として提供している。

## 教材
プログラミング未経験の子どもでも、本格的なプログラミングの基礎を楽しく効果的に学ぶことができる小学生のためのプログラミング教室。
2025年大学入学共通テストから必修となる「情報」のプログラミングに関する範囲への対応を目指した資格試験「プログラミング能力検定」に準拠したカリキュラムを提供し、同検定が実施された2020年より全国各地で多数の合格者を輩出している。
使用する教材にはストーリー性があり、魅力的なキャラクターが登場するなど、ゲーム感覚で楽しみながら学習に励むことができる。

## 沿革
2019年4月　株式会社サイバーエージェントと株式会社スプリックスとの合弁会社として設立
2019年9月「QUREO(キュレオ)プログラミング教室」が全国500教室を突破
2020年1月「QUREO(キュレオ)プログラミング教室」が全国1,000教室を突破
2020年5月「QUREO (キュレオ)プログラミング教室」がオンライン授業に対応
2020年10月「QUREO (キュレオ)プログラミング教室」が第17回日本e-Learning大賞にて「総務大臣賞」を受賞
2020年11月「QUREO (キュレオ)プログラミング教室」が全国2,000教室を突破
　　　　　　　アジアの優れたEdTechサービスを表彰する第1回Global e-Learning Award受賞
2021年11月「QUREOプログラミング教室」が小学校への出前授業を開始
2022年2月「QUREO (キュレオ)プログラミング教室」が全国2,500教室を突破